# バレエ

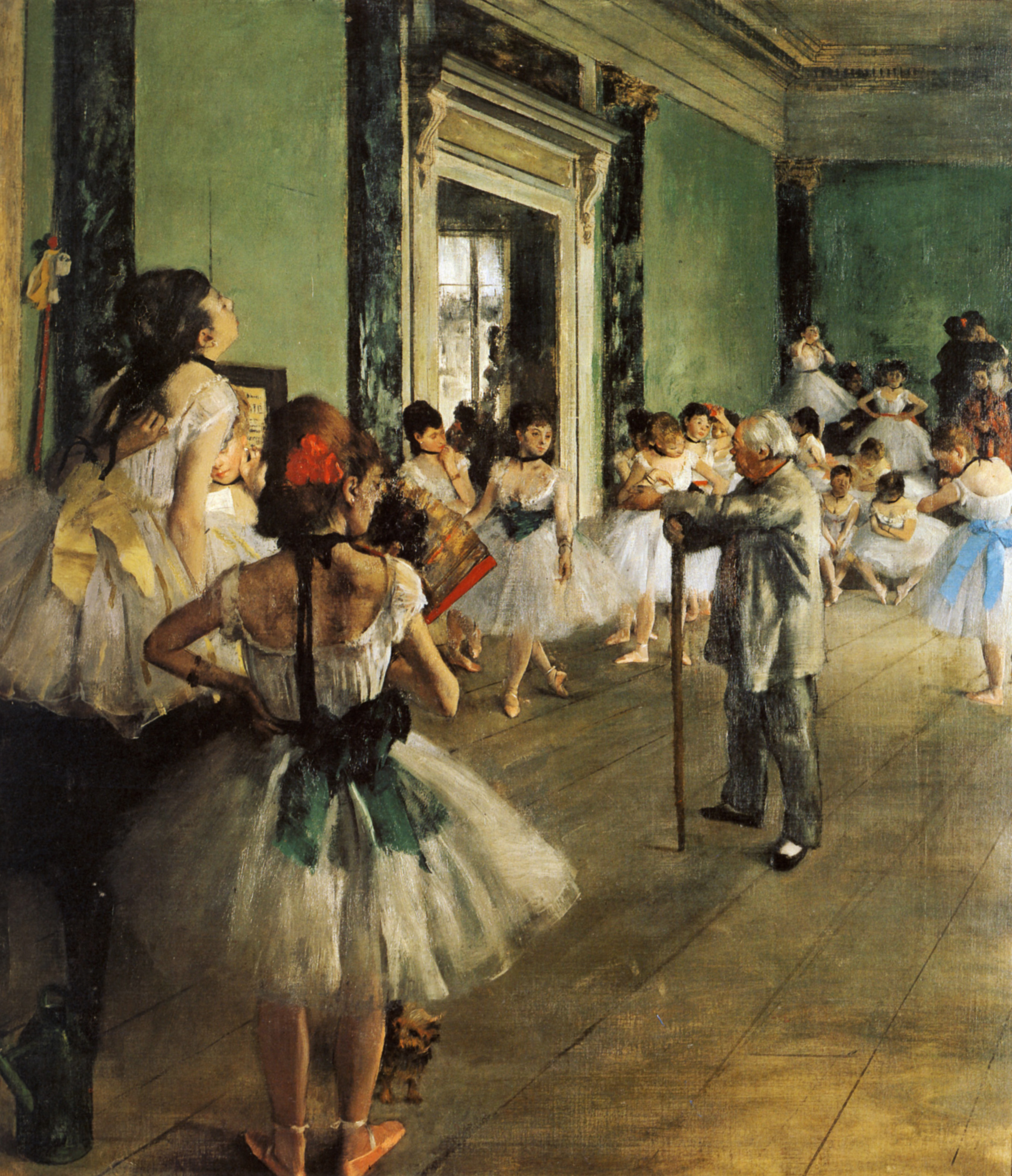
ドガ画 『バレエのレッスン』

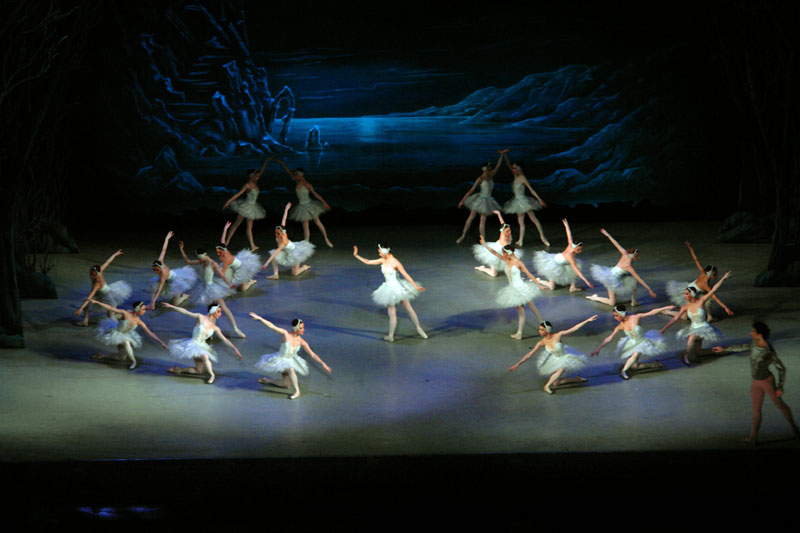
『白鳥の湖』

バレエ（仏: ballet）は、西ヨーロッパで発生し広まった、歌詞・台詞を伴わない舞台舞踊。及びその作品を構成する個々のダンス。
音楽伴奏・舞台芸術を伴いダンスによって表現する舞台である。物語性をもち、複数の幕をもつ舞踊劇が多い（「くるみ割り人形」「白鳥の湖」「眠れる森の美女」「ドン・キホーテ」など）。しかし20世紀以降には物語性を否定する作品も生まれた。一方で短い小品でありながら優れた物語性をもつものもある（「瀕死の白鳥」など）。事前に振付家によってバレエ独特の所作を指定されたものを演じ、即興作品は少ない。振付の仕方を振付術（コレオグラフィー）という。
バレエに関係する芸術家や専門家たち
バレエの上演に関係する芸術家には、バレエ音楽の作り手である作曲家、踊り方（ダンスも含む）を指定する振付家、指揮者を含むバレエ音楽の演奏家、そして舞踊によってバレエを実現し完成させるバレエダンサーなどがいる。→#作曲家、#振付家、#バレエダンサー

## 語源
ルネサンス期のイタリア貴族は「バッロ」というダンスを自ら演じて楽しんでいたが、このバッロは「踊る」を意味するイタリア語のバラーレの名詞形である。
この「バッロ」から「バレット」（小さなバッロ）という語ができ、この語がフランスに伝わって「バレエ」となった。

## バレエの歴史
| 名称                   | 時代       | 地域       | 踊る場所 | 踊り手       | 鑑賞者               | 目的                       |
| ---------------------- | ---------- | ---------- | -------- | ------------ | -------------------- | -------------------------- |
| バッロ                 | 15世紀     | イタリア   | 宮廷     | 貴族         | 貴族                 | 自分たちで楽しむための余興 |
| 前バレエ               | 16世紀     | フランス   | 宮廷     | 貴族         | 貴族                 | 自分たちで楽しむための余興 |
| 宮廷バレエ             | 17世紀     | フランス   | 宮廷     | 貴族         | 貴族                 | 教養・マナー               |
| コメディ・バレエ       | 17世紀     | フランス   | 劇場     | 職業ダンサー | 貴族                 | 鑑賞                       |
| オペラ・バレエ         | 18世紀前半 | ヨーロッパ | 劇場     | 職業ダンサー | 貴族と市民           | オペラの一部として鑑賞     |
| パントマイム・バレエ   | 18世紀後半 | ヨーロッパ | 劇場     | 職業ダンサー | 貴族と市民           | 鑑賞                       |
| ロマンティック・バレエ | 19世紀前半 | ヨーロッパ | 劇場     | 職業ダンサー | ブルジョアジーと市民 | 鑑賞                       |
| クラシック・バレエ     | 19世紀後半 | ロシア     | 劇場     | 職業ダンサー | 貴族とブルジョアジー | 鑑賞                       |
| モダン・バレエ         | 20世紀以降 | 世界       | 劇場     | 職業ダンサー | 一般市民             | 鑑賞                       |

### 起源
ルネッサンス期のイタリアに起源を発する。当時、宮廷では余興として詩の朗読、演劇などが演じられていたが、その一部としてバロ（Ballo）と呼ばれるダンスが生まれた。宮廷の広間で貴族たちが歩きながら床に図形を描いていくもので、それをバルコニーから眺めるのが当時の楽しみ方であった。
1463年、グリエルモ・エブレオ『舞踏芸術論』のなかでバレット（Balletto）という語が初めて用いられている。
1496年にはレオナルド・ダ・ヴィンチが衣裳と装置を担当した「楽園」が初演された。
16世紀、ジョヴァンニ・ジャコモ・ガストルディにより世俗合唱曲が流行すると、その歌に踊りを加えたバレット（Balletto）が生まれ、やがてバレッティ（Balletti）と呼ばれるようになった。

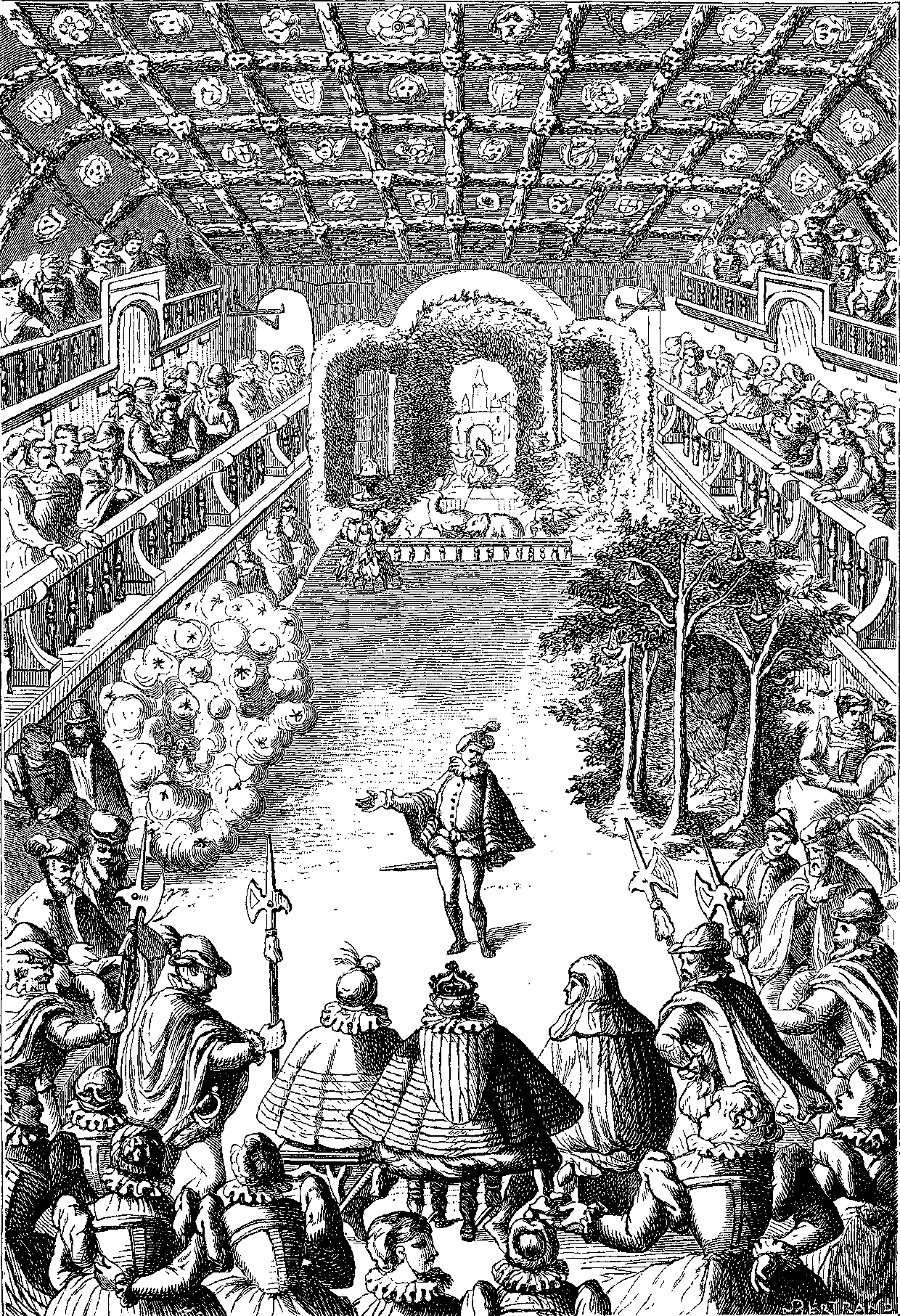
1582年頃のバレエ

ドメニコ・ダ・ピアチェンツァなど舞曲の作曲家や、ドメニコ・ダ・フェッラーラ（フェラーラ侯レオネルロ・デステに仕えた）などの舞踏教師が登場し、イタリアの貴族が盛んに舞踏会を開催したことが分かる。

### バレエの誕生
1533年、イタリア、フィレンツェのメディチ家からフランス王室に嫁いだカトリーヌ・ド・メディシスによりバレッティがフランスにもたらされ、バレ（Ballet）と呼ばれた。
1573年「ポーランド人のバレエ」（演出・振付:バルタザール・ド・ボージョワイユー）が初めてバレ（Ballet）と称している。
1581年の「王妃のバレエ・コミック」（演出・振付:バルタザール・ド・ボージョワイユー）は、完全に記録に残っている最初のバレエ作品である。これらを皮切りに、バレエは宮廷において盛んに踊られるようになり、16世紀末から17世紀初頭の20年間で約800のバレエが上演されたと言われる。
1643年、ルイ14世が4歳でフランス国王に即位した際には、数時間にも及ぶ豪華絢爛なバレエが催され、ルイ14世自らが出演した。ルイ14世はバレエに熱中し、1653年15歳の時に『夜のバレエ』のアポローン役で本格的に舞台デビュー。よりバレエの質を上げようと、1661年に王立舞踏アカデミーを創立した。ルイ14世の舞踏教師ピエール・ボーシャンによってポジションが定められ、舞踏符が確立されるなど、バレエがダンスとして体系づけられたのもこの頃である。

### 宮廷から劇場へ
1670年にルイ14世が舞台から引退すると、バレエは宮廷から劇場に移り、職業ダンサーのダンスに変化していった。
1671年、オペラ座が設立（当時のバレエはオペラと一体であった）。
1681年、『愛の勝利』で最初の女性ダンサー、ラ・フォンテーヌが劇場に登場し、18世紀に入るとマリー・カマルゴ、マリー・サレなど女性職業ダンサーが続々とオペラ座からデビュー。宮廷バレエでは男性ダンサーが中心だったが、1726年、マリー・カマルゴが足先の見える衣装と踵を取り去った靴を用いて、男性のみの技法であった跳躍をし、女性ダンサーが人気を博するようになった。
1700年に最初のバレエ教本、ラウール＝オージェ・フイエ による『舞踊術、あるいは記号、絵、記号による舞踊記述法』が出版され、1713年にはオペラ座にバレエ学校が創設されるなど、バレエ教育が確立。バレエの技法も複雑化していった。
1760年、ジャン＝ジョルジュ・ノヴェールが『舞踊とバレエについての手紙』にてバレ・ダクシオン（ballet d'action）を提唱した。これにより、バレエはオペラから独立し、台詞のない身振り（ミーム）による舞台演劇として確立した。

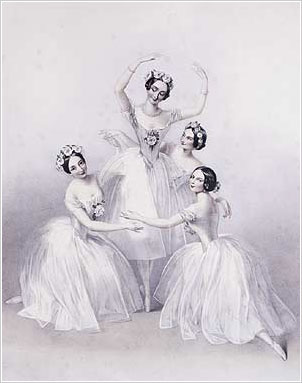
1845年頃、タリオーニら「パ・ド・カトル」

### ロマンティック・バレエ
18世紀中頃から後半に産業革命と市民革命が相次いで起こると、新たに台頭したブルジョアジーの男性の嗜好を背景にロマンティック・バレエ（ロマン主義に基づくバレエ）が成立した。
これはロマン主義的なテーマを持つアクロバティックなダンスを薄い生地を着た女性ダンサーが踊るもので、前世代に王侯貴族を魅了した神話や伝説をテーマとしたパントマイムを男性ダンサーが踊るものは姿を消した。ロマンティック・バレエはそれまでのパントマイム・バレエとは大きく断絶しているのである。
ここでロマン主義とは、ブルジョアジーの嗜好を反映した当時のヨーロッパ文化の潮流で、前世代の流行である古典主義の超克と、相次ぐ戦乱からの逃避を背景とした非日常への憧憬を特徴とする。
「ロマン主義芸術の典型的な題材は、恋愛、幻想、狂気、異界、異国」でありこれを反映して、19世紀に作られたロマンティック・バレエとクラシック・バレエ（後述）の古典全幕バレエは「ほぼ全てが異国を舞台にし、物語の中心に男女の恋愛を据え、ほとんどの作品が異界の場面を含ん」だものとなっている。
またブルジョアジー男性の視線の下、バレエの主役が男性から女性へと移った事を受け、女性の群舞がバレエ作品に欠かせないものになっていく。これが「ラ・シルフィード」「ジゼル」などの女性群舞に発展していく。
衣装の点でも王侯貴族の服装を模範とした前時代のものから、軽くて薄い動きやすいものへと変化し、くるぶし丈のふんわりとしたチュチュ（ロマンティック・チュチュ）へと発展した。
テクニックは観客を魅了するため高度化を極め、空中を浮遊するかのように踊るため、ポワント（つま先立ち）の技法が誕生し、さらに前世代では下品とされていた、足を腰よりも上に上げる動きも取り入れられた。ポアントの普及のきっかけを作ったのは1832年「ラ・シルフィード」でマリー・タリオーニが本格的にポワントを取り入れた事である。
舞台装置の点では緞帳の導入により幕の上げ下げが可能になり、ガス灯の導入により明るさの調整が可能になった。
ロマンティック・バレエは現在踊られているバレエの中で最も古い形式のものであり、ロマンティック・バレエによりバレエは現在のものとほぼ同じものに完成した。バレエ・ダクシオンの提唱もあり、後に誕生するクラシック・バレエよりも、踊りによってストーリーを表現する演劇としての要素は強い。

#### 終焉

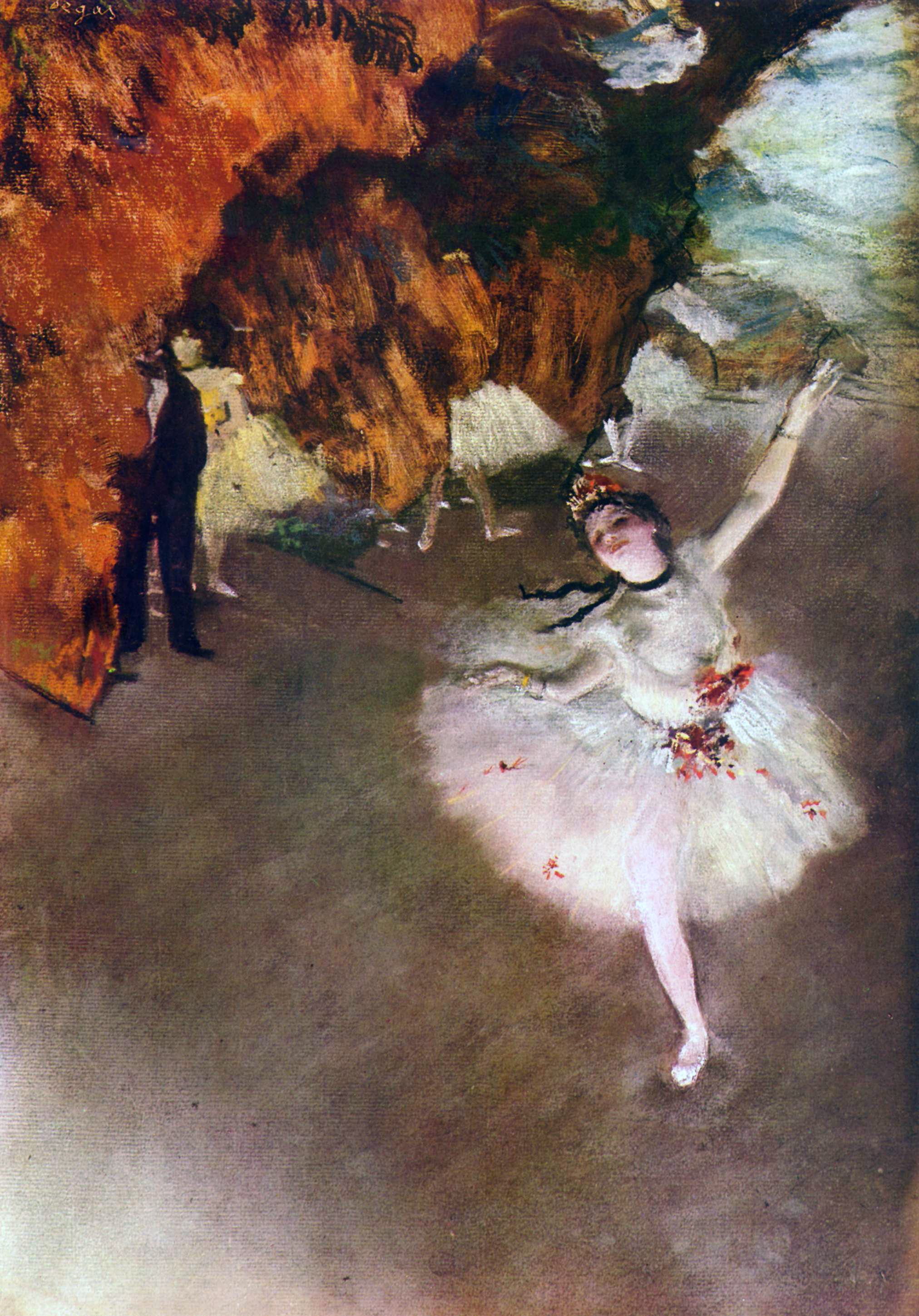
ドガ の『エトワール』（1878年頃）。左上に見える黒い服の人物は右下のダンサーのパトロンだと思われる。

フランスでは第二帝政期（1852-70年）がロマンティック・バレエの最後の輝きとなった。特に1870年の『コッペリア』は「最後のロマンティック・バレエ」と呼ばれると同時に、喜劇的要素が多く「ロマンティック・バレエのパロディ」とも評される。
1860年代以降、パリ・オペラ座で上演される新作の数も大きく減少していき、1870年代になると新作は年5本に過ぎなくなった。
こうした衰退の原因の一つとして指摘されるのが、一部のダンサーがブルジョアジーの男性の娼婦・愛人と化した事である。パリ・オペラ座が1830年代に導入した「年間予約制度」によりブルジョア男性は高額な年会費を払って桟敷席を確保し、舞台袖のリハーサル室に入る権利を確保できるようになったのだが、このリハーサル室は貧しい女性ダンサーと愛人契約を交渉する場と化したのである。

### クラシック・バレエ
ロシアではフランスの宮廷バレエが伝わり、1730年頃にはフランスのジャン＝バティスト・ランデによりサンクトペテルブルクにバレエ学校が創立された。フランスでロマン主義が衰退した19世紀後半、後進国であるロシアではロマンティック・バレエが踊り続けられており、その後独自の発展をした。ドラマ主体のロマンティック・バレエに、物語とは無関係のダンスシーンを取り入れたことから、クラシック・バレエ（古典主義のバレエ）と言う。
クラシック・バレエでは技法はどんどん複雑になり、動きやすいように丈の短いチュチュが考案された。これをクラシック・チュチュと呼ぶ。ロマンティック・バレエでは1回回るのがやっとだったが、32回のフェッテ（連続回転）まで演じられるようになった。2人で踊るグラン・パ・ド・ドゥなどの様式も成立。ダンス（ディヴェルティスマン）とマイムが分離されて演じられるようになり、現在のバレエの構成が完成した。
1888年、サンクトペテルブルク・マリインスキー劇場の監督であるウセヴィロジュスキーは、フランスから招いた振付家マリウス・プティパの振付けのもと、ピョートル・チャイコフスキーに「眠れる森の美女」の作曲を依頼した。この作品が1890年に上演、大成功をおさめると、続いて「くるみ割り人形」（1892年、振付:レフ・イワノフ、台本:マリウス・プティパ）、「白鳥の湖」（1895年、振付:レフ・イワノフ、マリウス・プティパ）が上演された。これらは3大バレエと呼ばれる。チャイコフスキーの3大バレエであると同時に（彼はこの3つしかバレエ音楽を書いていないが）、上演・演奏人気において、すべてのバレエにおける3大バレエでもある。

### モダン・バレエ

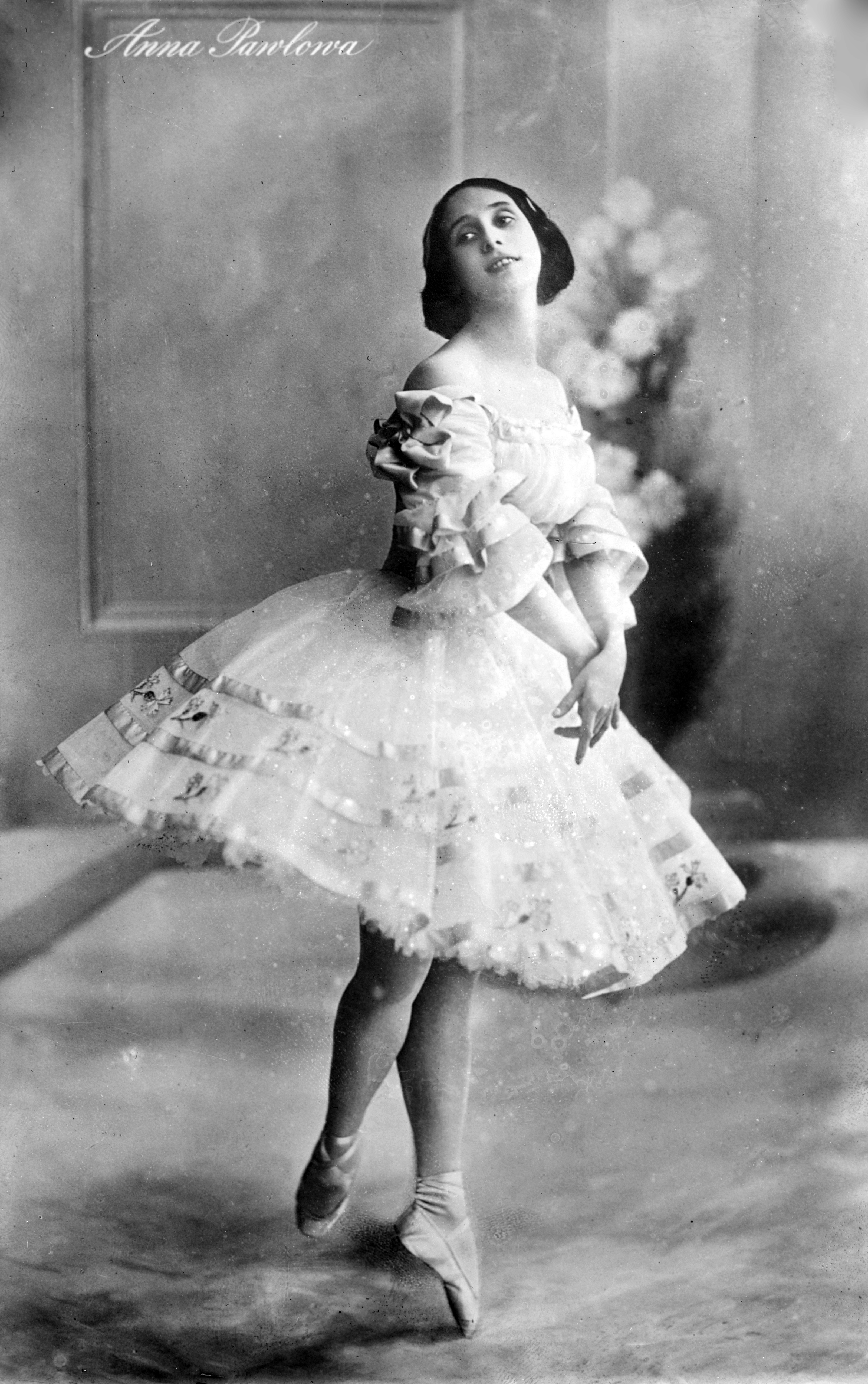
ロシアのバレリーナ
アンナ・パヴロワ

マリウス・プティパにより確立されたクラシック・バレエだが、その古典的な世界に不満を持つ者もいた。その1人、ミハイル・フォーキンはイサドラ・ダンカン（モダン・ダンスの祖）に衝撃を受け、クラシック・バレエにない新しいステップや民族舞踊を採り入れた、革新的な振付をした。そのモダン・ダンスの要素を取り込んだバレエをモダン・バレエと言う。
ミハイル・フォーキンはセルゲイ・ディアギレフに見出され、1907年にバレエ発祥の地・パリで公演を行い、バレエ・ブームを巻き起こした。アンナ・パヴロワ、ヴァーツラフ・ニジンスキー、タマーラ・カルサヴィナなどのダンサーたちが大人気となり、セルゲイ・ディアギレフはバレエ・リュスを結成する。
1912年のバレエ・リュスの公演で、ヴァーツラフ・ニジンスキーが「牧神の午後」で振付家としてデビューすると、モダン・バレエは決定的な革新を迎える。これまでの美しいバレエとは異なる、独自の表現は非常に衝撃を与え、イーゴリ・ストラヴィンスキー作曲の「春の祭典」では警官が介入するほど論議の的となった。

### 20世紀以降
モダン・バレエが確立してからも、ドラマティック・バレエ、アブストラクト・バレエなどの革新的なバレエが誕生している。これらのバレエは、モダン・ダンス、ポスト・モダンダンス、コンテンポラリー・ダンス、コンタクト・インプロヴィゼーションなどのダンスに含まれることもあり、曖昧である。20世紀以降はそれらの現代的なバレエと古典的なバレエが踊られている。現代的なバレエの振付家としては、モーリス・ベジャールやローラン・プティ、ウィリアム・フォーサイス、イリ・キリアンがいる。またフィギュアスケートの動きはバレエの影響を強く受けており、フィギュアスケートの選手はバレエの訓練も受けることが多い。さらにバレエの影響はフィギュアスケートにとどまらず、新体操やアーティスティックスイミングの選手もバレエの訓練を受けることがある。また、宝塚音楽学校をはじめとして、舞台俳優を養成する組織ではバレエの基礎は必修に近い扱いを受けている。

## バレエの技法

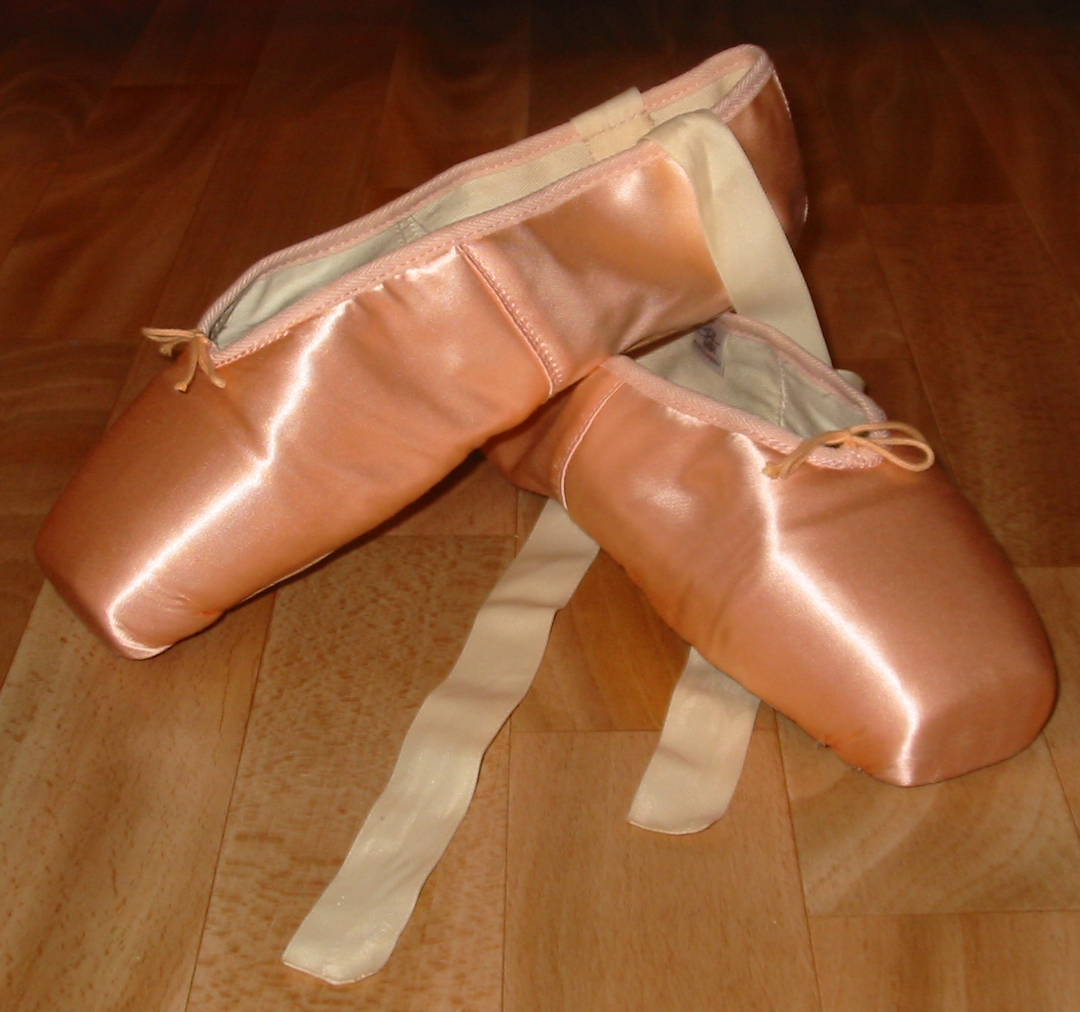
トウシューズ

バレエはフランスで発達したため、バレエの振付用語は基本的にはフランス語である。近代バレエの特徴は爪先立ちを多用することにある。これをポワント(fr. pointe)または英語のトー（トウ）(en. toe)という。このために履く特製の靴がトウシューズ(fr. chaussons à pointes)である。その性質上、足首が固いと非常にバレエには不向きとなる。また、爪先立ちを多用するために、爪先を様々な形で痛めることがあり、日常生活に影響が出るレベルにまでなり、バレエダンサーとしても活動できなくなるケースは少なくない。
爪先立ちを多用することから、摩擦が小さすぎると転倒してしまうが、大きすぎると回れないため、バレエスタジオやステージの床には適度な摩擦があるリノリウムが使われている。
ポワントで立たず足を舞台につけて立つ立ち方は6つに分類される。これをポジション(fr. position)と呼ぶ。振付においては特に詳述せずポジション名で呼ぶ。
バレエ舞踏の重要な技法としては跳躍と回転がある。これもフランス語で呼び、たとえば片足を前方に投げ出しその方向へ飛ぶことをジュテ(fr. jeté)と呼び、空中での足の位置や跳躍の大きさによってジュテは細分される。一方物語り進行上の感情を表すのにはマイムを用いる。マイムが過度に多い作品はしばしば「バレエ的でない」と批判されることからも、バレエが舞踊芸術であることが理解される。
- アン・ドゥオール：両足を外側に開くこと。バレエのポーズや動きの基本。
- ポーズ：アラベスク、アティテュード
- プリエ：膝を曲げる動き。
- ルルヴェ（爪先立ち）：ア・テール(踵をついた状態)からドゥミ・ポワントを経てポワント（トー）に上がること。
- 回転：ピルエット、フェッテ、シェネ、ピケ、ストゥニュー
- グラン・パ・ドゥ・シャ：片足で踏み切り空中で両足を前後に広げて飛ぶ跳躍
- アントルシャ：両足で踏み切り空中で脚を交差し打ちつけ合う。回数によってアントルシャ・カトル、アントルシャ・シスなどと呼ぶ。
- リフト

## バレエ作品

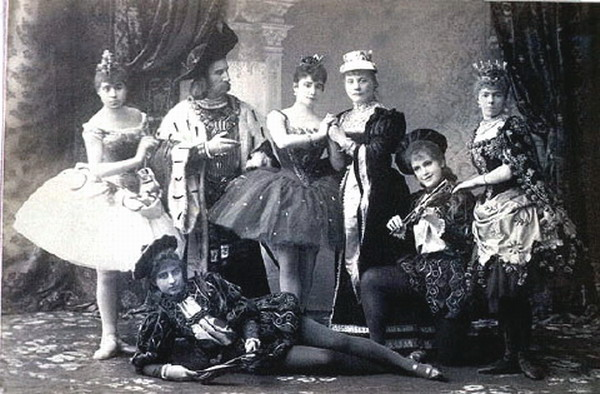
眠れる森の美女
初演時のキャスト

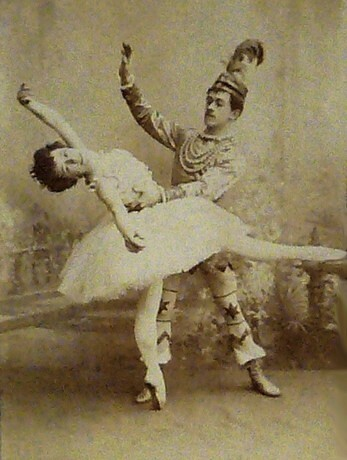
くるみ割り人形
1900年頃

著名なバレエの作品には以下のものがある。詳細はCategory:バレエ作品も参照のこと。
- ラ・フィユ・マル・ガルデ（1789年、振付：ジャン・ドーベルヴァル）
- ラ・シルフィード（1832年、音楽:ジャン・シュナイツホーファ、ヘルマン・レーヴェンショルド、振付：フィリッポ・タリオーニ）
- ジゼル（1841年、音楽:アドルフ・アダン、振付：ジャン・コラリ、ジュール・ペロー、台本：ジャン・コラリ、テオフィル・ゴーティエ、ジュール＝アンリ・ヴェルノワ・ド・サン＝ジョルジュ）
- エスメラルダ（1844年、音楽:チェーザレ・プーニ、振付・台本：ジュール・ペロー）
- パ・ド・カトル（1845年、音楽:チェーザレ・プーニ、振付:ジュール・ペロー）
- パキータ（1846年、音楽:レオン・ミンクス、振付:マリウス・プティパ、ピエール・ラコット、台本:ジョゼフ・マジリエ）
- 海賊（1856年、音楽:アドルフ・アダンほか、振付：ジョゼフ・マジリエ）
- パピヨン（1860年、音楽:ジャック・オッフェンバック、振付：マリー・タリオーニ、台本：ヴェルノワ･ド･サン･ジョルジュ）
- ドン・キホーテ（1869年、音楽:レオン・ミンクス、振付：マリウス・プティパ）
- コッペリア（1870年、音楽:レオ・ドリーブ、振付・台本：アルテュール・サン＝レオン、原作:E.T.A.ホフマン）
- ラ・バヤデール（1877年、音楽:レオン・ミンクス、振付：マリウス・プティパ、台本：セルゲイ・クデコフ、マリウス・プティパ）
- 白鳥の湖（1877年、音楽:ピョートル・チャイコフスキー、振付：ヴェンツェル・ライジンガー、台本：ウラジミール・ペギシェフ、ワシリー・ゲルツァー）
- ナムーナ（1882年、音楽:エドゥアール・ラロ、振付：リュシアン・プティパ、台本：シャルル・ニュイッテル）
- 二羽の鳩（1886年、音楽:アンドレ・メサジェ、振付：ルイ・メラント、台本：アンリ・レニエ）
- 眠れる森の美女（1890年、音楽:ピョートル・チャイコフスキー、振付：マリウス・プティパ、台本：マリウス・プティパ、イワン・フセヴォロジスキー）
- くるみ割り人形（1892年、音楽:ピョートル・チャイコフスキー、振付：レフ・イワノフ、台本：マリウス・プティパ）
- ライモンダ（1898年、音楽:アレクサンドル・グラズノフ、振付：マリウス・プティパ）
- 四季（1900年、音楽:アレクサンドル・グラズノフ、台本・振付：マリウス・プティパ）
- 瀕死の白鳥（1905年、音楽:カミーユ・サン＝サーンス、振付：ミハイル・フォーキン）
- レ・シルフィード（1909年、音楽:フレデリック・ショパン、振付：ミハイル・フォーキン）
- シェヘラザード（1910年、音楽:リムスキー＝コルサコフ、振付：ミハイル・フォーキン、台本：アレクサンドル・ブノワ）
- 火の鳥（1910年、音楽:イーゴリ・ストラヴィンスキー、振付：ミハイル・フォーキン）
- 薔薇の精（1911年、音楽:カール・マリア・フォン・ウェーバー、振付：ミハイル・フォーキン）
- ペトルーシュカ（1911年、音楽:イーゴリ・ストラヴィンスキー、振付：ミハイル・フォーキン、台本：イーゴリ・ストラヴィンスキー、アレクサンドル・ブノワ）
- 青色の神（1912年、音楽:レイナルド・アーン、振付：ミハイル・フォーキン、台本：ジャン・コクトー、フレデリック・デ・マドラゾ）
- ラ・ペリ（1912年、音楽:ポール・デュカス、振付：イワン・クルスチン）
- 牧神の午後（1912年、音楽:クロード・ドビュッシー、振付：ヴァーツラフ・ニジンスキー）
- 春の祭典（1913年、音楽:イーゴリ・ストラヴィンスキー、振付：ヴァーツラフ・ニジンスキー）
- サロメの悲劇（1913年、音楽:フローラン・シュミット、振付：ボリス・ロマノフ、台本：ロベール・デュミエール）
- 三角帽子（1919年、音楽:マヌエル・デ・ファリャ、振付：レオニード・マシーン、台本：グレゴリオ・マルティネス・シエーラ）
- シダリーズと牧羊神（1923年、音楽:ガブリエル・ピエルネ、振付：レオ・スターツ、台本：ロベール・ド・フレール、ガストン・アルマン・ド・カイヤヴェ）
- バフチサライの泉（1934年、音楽:ボリス・アサーフィエフ、振付：ロスチスラフ・ザハロフ、台本：ニコライ・ヴォールコフ）
- エネアス（1935年、音楽:アルベール・ルーセル、振付：レオニード・カチョウロヴスキー、台本：ジョセフ・ヴェラリングス）(最新名曲解説全集6 管弦楽曲Ⅲ」（音楽之友社）参照)
- チェックメイト（1937年、音楽・台本:アーサー・ブリス 、振付：ニネット・ド・ヴァロワ）
- パリの喜び（1938年、音楽:ジャック・オッフェンバック、振付：レオニード・マシーン、台本：エティエンヌ・ド・ボーモン）(最新名曲解説全集4 管弦楽曲Ⅰ」（音楽之友社）参照)
- ロメオとジュリエット（1940年、音楽:セルゲイ・プロコフィエフ、振付：レオニード・ラヴロフスキー）
- シンデレラ（1945年、音楽:セルゲイ・プロコフィエフ、振付：ロスチスラフ・ザハロフ）
- 若者と死　（1946年。音楽:ヨハン・ゼバスティアン・バッハ、振付：ローラン・プティ）
- シンフォニー・イン・C（1947年、音楽:ジョルジュ・ビゼー、振付：ジョージ・バランシン）
- カルメン（1949年、音楽:ジョルジュ・ビゼー、振付：ローラン・プティ）
- 石の花（1954年、音楽:セルゲイ・プロコフィエフ、振付・演出・台本：レオニード・ラヴロフスキー）
- 孤独な男のためのシンフォニー（1955年、音楽:ピエール・アンリ、ピエール・シェッフェル、振付：モーリス・ベジャール）
- ボレロ（1961年、音楽:モーリス・ラヴェル、ピエール・シェッフェル、振付：モーリス・ベジャール）
- ノートルダム・ド・パリ（1965年、音楽:モーリス・ジャール、振付：ローラン・プティ）
- オネーギン（1965年、音楽:ピョートル・チャイコフスキー、振付：ジョン・クランコ、原作：アレクサンドル・プーシキン）
- 失われし時を求めて（1974年、音楽:ガブリエル・フォーレほか、振付・台本：ローラン・プティ）
- マノン（1974年、音楽:ジュール・マスネ、振付：ケネス・マクミラン）
- うたかたの恋（1978年、音楽:フランツ・リスト、振付：ケネス・マクミラン、台本：ジリアン・フリーマン）
- 椿姫（1978年、音楽:フレデリック・ショパン、台本・振付：ジョン・ノイマイヤー）
- ザ・カブキ（1986年、音楽:黛敏郎、振付：モーリス・ベジャール、仮名手本忠臣蔵に取材）
- 恋する悪魔（1989年、音楽:ガブリエル・ヤレッド、原作：ジャック・カゾット）
- アンナ・カレーニナ（音楽:セルゲイ・ラフマニノフ）

## バレエ団
総合舞台芸術であるバレエ作品の上演には、観客が注目するバレエダンサーだけでなく、そのダンス（踊り方）を指定する振付家、バレエ音楽をかなでる楽団（オーケストラ。演奏家と指揮者など）の存在も欠かせず、さらに舞台装置づくりの専門家（舞台美術）、照明の専門家（照明技術者）など、さまざまな専門家の能力が必要である。そのため、一般にバレエ団を運営しバレエを上演するには多額の費用（固定費、主に人件費）が必要となる。このためバレエの本場の国々では、バレエ団は国家によって運営されている。民間のバレエ団では、資金はさまざまな方法で得ているが、著名なものは多額の寄付を集めて運営することが多い。
バレエ団には以下のものがある。（詳細なリストは Ballet companyを参照。）
バレエの本場はロシアやフランスであるので、まずはそれらから紹介する。
- ロシア
  - マリインスキー・バレエ （旧キーロフ・バレエ、1738年～）
  - ボリショイ・バレエ （1778年～）
  - ミハイロフスキー劇場（旧レニングラード・マールイ劇場／レニングラード国立バレエ）（1933年〜）
  - モスクワ音楽劇場（旧ダンチェンコ劇場）

ロシアでは、バレエ公演が無くても固定給で、ダンサー寿命が短いのでバレエ年金が35歳から支給され、バレエ公演の入場料は日本の10分の1で、バレエ専用劇場では、ダンサーの足元が見られるように舞台床が客席に向かって斜めになっている。
- ウクライナ
  - ウクライナ国立バレエ
- フランス
  - パリ・オペラ座バレエ - 世界最古のバレエ団。1661年王立舞踏アカデミーとして創設。
  - ボルドー・バレエ（ボルドー・オペラ座バレエ、en:Grand Théâtre de Bordeaux、1780年〜）
  - バレエ・リュス - セルゲイ・ディアギレフが設立したロシア人主体のバレエ団。パリを拠点に活動した。（1909年～1929年）
- イタリア
  - ミラノ・スカラ座バレエ団 - オペラ優位のイタリアでは永くバレエは省みられなかったが、1990年代以降バレエ部門の立て直しが進んでいる。（1778年〜）
- イギリスロイヤル・バレエ団
  - ロイヤル・バレエ団 （1931年～）

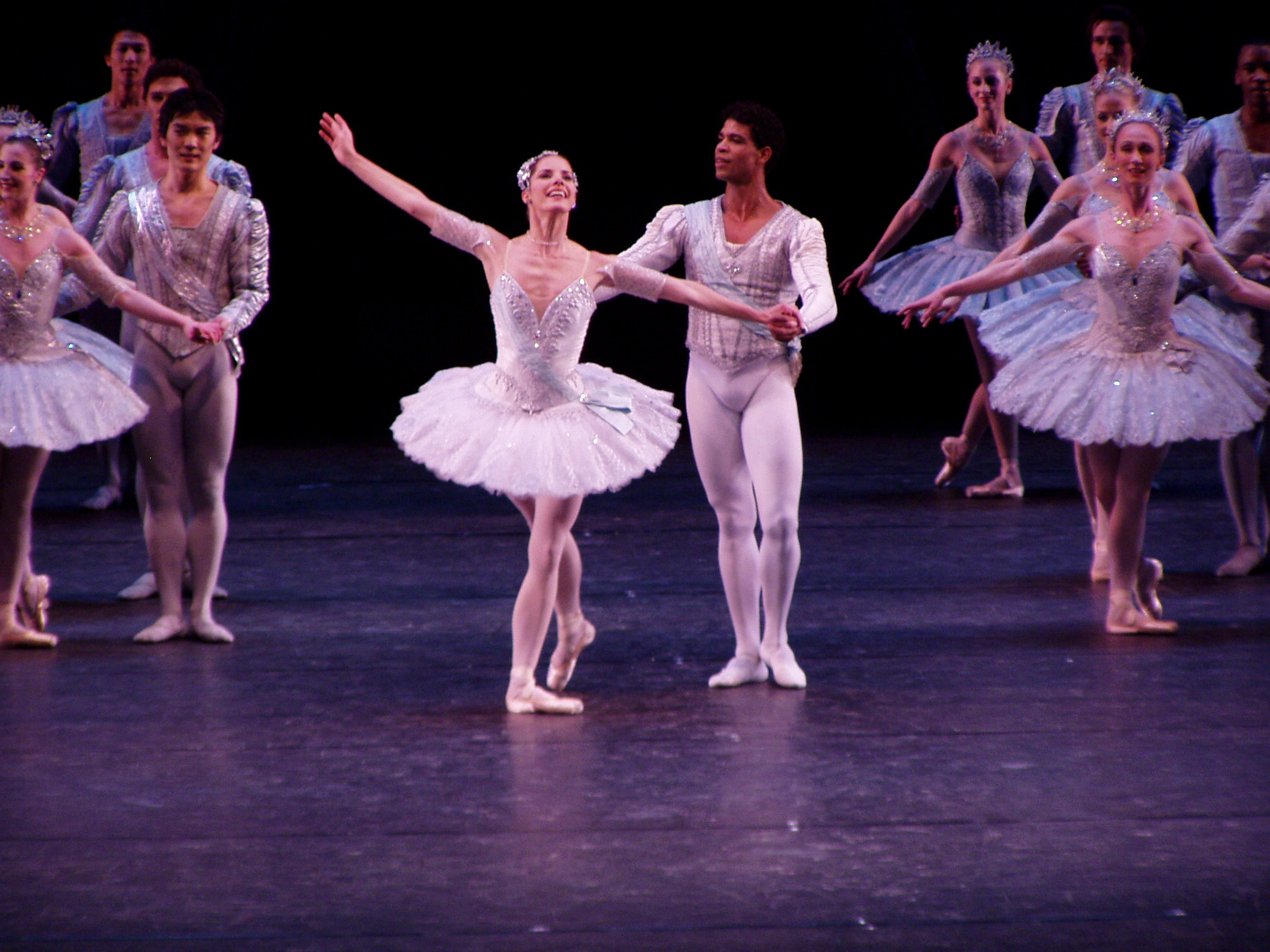
ロイヤル・バレエ団

  - バーミンガム・ロイヤル・バレエ団 （起源はロイヤル・バレエ団と同じ、1931年～）
  - イングリッシュ・ナショナル・バレエ（en:English National Ballet、1950年～）
  - ノーザン・バレエ団 (1969年～）
- ドイツ
  - ベルリン国立バレエ団 （2004年～）
  - シュトゥットガルト・バレエ団（17世紀～）
  - ハンブルク・バレエ（en:Hamburg Ballet）
  - ミュンヘン・バレエ（バイエルン国立バレエ、バイエルン州立歌劇場バレエ）
  - ドレスデン・バレエ
  - フランクフルト・バレエ

二百近いカンパニー付劇場を誇るドイツでは、三点劇場と呼ばれるオペラ、バレエ、演劇の兼用劇場か、オペラ劇場にバレエ団が付属する形が多数だが、バレエ専用劇場はフランクフルトが唯一である。ドイツ圏は演奏会音楽、オペラ、宗教音楽、舞踏音楽とあらゆる音楽分野で世界を先導する中で「バレエなき国」と呼ばれたほどこの分野の作品だけが空白となってきた国であるが（モーツァルトやベートーヴェンのような大家の作品ですら上演機会がほとんどない。ただし、「白鳥の湖」「ジゼル」「くるみわり人形」など、作品の舞台に選ばれることは非常に多く、オペラにおけるスペインに似た位置にある）、上演の活発さは随一で、ロシアと並ぶ世界のバレエ大国である。新書館「バレエ2002」によれば、国内で240人の振付師、バレエマスター、1600人の劇場所属バレエダンサーのほか、多数のフリーのバレエダンサーが活動しているとされている。
- オーストリア
  - ウィーン国立歌劇場バレエ
- オランダ
  - オランダ国立バレエ（1748年〜）
  - ネザーランド・ダンス・シアター（1959年〜）
- スイス
  - ベジャール・バレエ・ローザンヌ（en:Béjart Ballet Lausanne、1960年〜）
- キューバ
  - キューバ国立バレエ（en:Cuban National Ballet、1948年〜
- オーストラリア
  - オーストラリア・バレエ団（en:The Australian Ballet、1962年〜）

アメリカ合衆国
- - アメリカン・バレエ・シアター（1937年 ニューヨーク州ニューヨーク） アメリカン・バレエ・シアターは世界の有数のバレエカンパニーの一つである。2006年米国議会よりAmerica's National Ballet Company®（アメリカのナショナルカンパニー）の認定を受けている唯一のバレエカンパニーである。
  - ニューヨーク・シティ・バレエ団（1948年 ニューヨーク州ニューヨーク） ニューヨークシティバレエ団はジョージ・バランシンとリンカーンカースティンによって設立されたバレエ団である。バランシンが多くの作品を振付したことにより、大量の作品を保有してる。バランシンバレエと言われる独自のスタイルが売りのバレエ団。ABTと共にアメリカを代表するバレエ団の一つである。
  - サンフランシスコ・バレエ団（1933年 カリフォルニア州サンフランシスコ） 北米大陸で一番歴史が長いバレエ団である。
  - パシフィック・ノースウエスト・バレエ団（1972年 ワシントン州シアトル）
  - ヒューストン・バレエ団（1955年 テキサス州ヒューストン）
  - ボストン・バレエ団（1963年 マサチューセッツ州ボストン）
  - ジョフリー・バレエ団（1956年 イリノイ州シカゴ）
  - フィラデルフィア・バレエ団（ペンシルベニア州フィラデルフィア）
  - マイアミ・シティ・バレエ団（フロリダ州マイアミ）
  - ワシントン・バレエ団（ワシントンD.C.）
  - ピッツバーグ・バレエ・シアター（ペンシルベニア州ピッツバーグ）
  - コロラド・バレエ団（コロラド州デンバー）
  - ミルウォーキー・バレエ団（ウィスコンシン州ミルウォーキー）
  - バレエ・ウエスト（ユタ州ソルトレイクシティ）
  - アトランタ・バレエ団（ジョージア州アトランタ）

※日本のバレエ団については、下の「日本のバレエ」を参照のこと。

## バレエダンサー
バレエを踊ることを職業としている人をバレエダンサーと言う。
ロシアではバレエダンサーは国家公務員である。

### バレエ学校

#### ロシアの場合
ロシアでは基本的に、バレエダンサーになろうとする人は8年間、バレエダンサー養成学校に通う。

#### パリ・オペラ座バレエ学校の場合
毎年20人程度の新入生を迎えるが、年齢が同一でないので、該当年齢相当の初等教育～中等教育（日本の小中高校程度）の授業とバレエ教育を授けており、バカロレア（大学入試資格）を得ることができる。
毎年1回行われる進級テストや、最高学年で18歳まで受験できるオペラ座バレエ団入団テストで落第すると、退学しなければならない。生徒に対してバレエ教育のみならず初等～中等教育を施しているのは、才能に恵まれずに退学となっても、普通学校に転入したり他の職業教育を受けるなど、早い段階で別の進路を選べるようにするためである。これはオペラ座バレエ団が国家機関であり、オペラ座バレエ学校がその養成校であることを踏まえれば当然のことであり、成功する見込みもないのにバレエダンサーの夢を追い続けた結果、バレエ以外の教育も職業訓練も不十分なために職が得られず生活困窮者になる、といったことを防ぐ意味合いがある。
オペラ座バレエ団の入団には、男性は体格条件として身長175センチメートル～180センチメートル以上であることが課せられており、女子は栄養管理教育を学びダイエットが必要となる。
学校生活は、生徒同士の助け合いと同時に、競争による淘汰もある。生徒であるうちから、客から料金を取れるプロとなるのだという意識を持たせ、プロのバレエダンサーとしてのレベルを落とさない工夫がされている。

### ダンサーの階級
バレエ団によっては、ダンサーの階級について固有の呼び方がある。主役級のエトワール、プリンシパル、バレリーナ、それに次ぐ準主役級のソリスト、コール・ド・バレエ（群舞）を踊るカドリーユ、アーチストなどがある。
バレエ団に入団しても、エトワールを頂点とするバレエダンサー、プリマバレリーナを支えるバレエ団の組織運営であるが、新たなダンサーが階級を登ることで組織の新陳代謝を図っている。
- フランスのオペラ座バレエ団の場合
  - エトワール
  - プルミエ・ダンスール（女性の場合はプルミエール・ダンスーズ）
  - スジェ
  - コリフェ
  - カドリーユ
- ロイヤル・バレエ団の場合
  - プリンシパル
  - ソリスト（トップはファースト・ソリスト）
  - アーチスト（トップはファースト・アーチストまたはコルフェ）
- アメリカン・バレエ・シアターの場合
  - プリンシパル
  - ソリスト
  - コール・ド・バレエ

### 著名なバレエダンサー
著名なバレエのダンサーにはたとえば以下の者がいる。
詳細はCategory:バレエダンサーを参照のこと。

※括弧内は生誕と死去年、出身国（日本人の場合は県）、所属バレエ団（現役ダンサーのみ）を表す。

#### 女性
- マリー・カマルゴ （1710年 - 1770年、フランス）
- マリー・タリオーニ （1804年 - 1884年、イタリア）
- カルロッタ・グリジ （1819年 - 1899年、イタリア）
- マチルダ・クシェシンスカヤ （1872年 - 1971年、ロシア）
- クレオ・ド・メロード （1875年 - 1966年、フランス）
- アンナ・パヴロワ （1881年 - 1931年、ロシア）
- タマーラ・カルサヴィナ （1885年 - 1978年、ロシア）
- ブロニスラヴァ・ニジンスカ （1891年 - 1972年、ロシア）
- エリアナ・パヴロワ（1897年 - 1941年、ロシア）
- アレクサンドラ・ダニロワ （1903年 - 1997年、ロシア）
- ナデジダ・パヴロワ（1905年 - 1982年、ロシア）
- オリガ・サファイア（1907年 - 1981年、ロシア）
- ガリーナ・ウラノワ （1910年 - 1998年、ロシア）
- マーゴ・フォンテイン （1919年 - 1991年、英国）
- タマーラ・トゥマーノワ （1919年 - 1996年、ソ連〔ロシア〕）
- アリシア・アロンソ （1920年 - 、キューバ）
- マイヤ・プリセツカヤ （1925年 -2015 、ソ連〔ロシア〕）
- マリア・トールチーフ （1925年 - 、米国）
- ナタリア・マカロワ （1940年 - 、ソ連〔ロシア〕）
- 森下洋子 （1948年- 、広島、松山バレエ団）
- モニク・ルディエール （1956年 - 、フランス）
- アルティナイ・アスィルムラートワ （1961年 - 、ソ連〔カザフ〕）
- マリー＝クロード・ピエトラガラ （1963年 - 、フランス）
- ニーナ・アナニアシヴィリ （1963年 - 、ソ連〔グルジア〕）
- アレッサンドラ・フェリ （1963年 - 、イタリア）
- シルヴィ・ギエム （1965年 - 、フランス）
- 吉田都 （1965年 - 、東京）
- 草刈民代 （1965年 - 、東京）
- 斎藤友佳理 （1967年- 、神奈川、東京バレエ団）
- ダーシー・バッセル （1969年 - 、英国）
- ナデジダ・グラチョーワ （1969年 - 、ソ連〔カザフ〕）
- アニエス・ルテステュ （1971年 - 、フランス）
- オーレリー・デュポン （1973年 - 、フランス）
- ディアナ・ヴィシニョーワ （1976年 - 、ソ連〔ロシア〕）
- 佐久間奈緒（1976年- 、福岡、バーミンガム・ロイヤル・バレエ団）
- 小林ひかる (1976年- 、東京、ロイヤル・バレエ団）
- 上野水香（1977年- 、神奈川、東京バレエ団）
- 中村祥子 （1980年 - 、佐賀、ベルリン国立バレエ団）
- アリーナ・コジョカル　(1981年-、ルーマニア、イングリッシュ ナショナルバレエ）
- ミスティ・コープランド (1982年-、アメリカ)
- 木田真理子 (1984年-、大阪府、スウェーデン王立バレエ団)

#### 男性
- ヴァーツラフ・ニジンスキー（1890年 - 1950年、ロシア）
- ルドルフ・ヌレエフ（1938年 - 1993年、ソ連〔ロシア〕）
- ウラジーミル・ワシリエフ（1940年 - 、ソ連〔ロシア〕）
- ジョルジュ・ドン （1947年 - 1992年、アルゼンチン）
- ミハイル・バリシニコフ （1948年 - 、ソ連〔ラトヴィア〕）
- 清水哲太郎 （1948年 - 、東京、松山バレエ団）
- パトリック・デュポン （1959年 - 、フランス）
- ジル・ロマン （1960年 - 、フランス）
- ファルフ・ルジマートフ （1963年 - 、ソ連〔ウズベク〕）
- マニュエル・ルグリ （1964年- 、フランス）
- 堀内元 （1964年- 、東京）
- ヴラジーミル・マラーホフ （1968年- 、ソ連〔ウクライナ〕）
- ホセ・カレーニョ （1968年- 、キューバ）
- イーゴリ・ゼレンスキー （1969年 - 、ソ連〔ロシア〕）
- 小林十市 （1969年 - 、東京）
- 岩田守弘 （1970年 - 、神奈川、ボリショイ・バレエ団）
- アダム・クーパー （1971年 - 、英国）
- 首藤康之 （1971年 - 、大分）
- ニコラ・ル・リッシュ （1972年 - 、フランス）
- 熊川哲也（1972年 - 、北海道、Kバレエカンパニー）
- アンヘル・コレーラ （1975年 - 、スペイン）
- ロベルト・ボッレ（1975年 - 、イタリア）
- マチュー・ガニオ　（1984年 - 、フランス）

## 作曲家
著名なバレエの作品の作曲家には以下の者がいる。詳細はCategory:バレエ作曲家も参照のこと。
- ルートヴィヒ・ヴァン・ベートーヴェン （「プロメテウスの創造物」）
- フェルディナン・エロルド （「ラ・フィーユ・マル・ガルデ」）
- チェーザレ・プーニ （「エスメラルダ」、「ラ・ヴィヴァンディエール」、「パ・ド・カトル」）
- アドルフ・アダン （「ジゼル」、「海賊」、「ドナウの娘」）
- レオン・ミンクス （「泉」、「ドン・キホーテ」、「ラ・バヤデール」、「パキータ」）
- カミーユ・サン＝サーンス (「ジャヴォット」)
- レオ・ドリーブ （「コッペリア」、「シルヴィア」）
- リッカルド・ドリゴ （「タリスマン」、「フローラの目覚め」、「魔法の笛」、「百万長者の道化師」）
- ピョートル・チャイコフスキー （「白鳥の湖」、「眠れる森の美女」、「くるみ割り人形」）
- ジュール・マスネ(「鐘」、「蝉」、「エスパーダ」)
- アンドレ・メサジェ  (「イゾリーヌ」)
- リヒャルト・シュトラウス(「ヨゼフ伝説」、「泡雪クリーム」)
- アレクサンドル・グラズノフ （「ライモンダ」、「四季」）
- エリック・サティ （「パラード」、「メルキュール」、「本日休演」）
- アルベール・ルーセル （「くもの饗宴」、「バッカスとアリアーヌ」）
- ニコライ・チェレプニン  (「アルミードの館」、「クレオパトラ」、「ナルシスとエコー」、「赤き死の仮面」、「ロシアのお伽話」、「ミイラ物語」)
- レインゴリト・グリエール (「フリジーズ」、「道化師」、「クレオパトラ」、「タラス・ブーリバ」 )
- モーリス・ラヴェル （「マ・メール・ロワ」、「ダフニスとクロエ」、「ラ・ヴァルス」、「ボレロ」）
- マヌエル・デ・ファリャ （「恋は魔術師」、「三角帽子」）
- オットリーノ・レスピーギ （「風変わりな店」、「シバの女王ベルキス」）
- バルトーク・ベーラ （「かかし王子」「中国の不思議な役人」）
- イーゴリ・ストラヴィンスキー （「火の鳥」、「ペトルーシュカ」、「春の祭典」）
- カロル・シマノフスキ (「ハルナシェ」)
- ジャック・イベール(「めぐりあい」、「ディアーヌ・ド・ポワチエ」、「ユピテルの恋」、「放浪の騎士」、「純潔の勝利」)
- セルゲイ・プロコフィエフ （ 「ロメオとジュリエット」、「シンデレラ」、「石の花」）
- ダリウス・ミヨー （「屋根の上の牡牛」、「世界の創造」）
- ジョルジュ・オーリック(「うるさがた」、「水夫」、「パストラール」、「フェードル」、「燃え上がる火」)
- アレクサンドル・モソロフ (「鉄鋼」)
- アラム・ハチャトゥリアン （「幸福」、「ガイーヌ」、「スパルタクス」）
- アーロン・コープランド （「ビリー・ザ・キッド」、「ロデオ」、「アパラチアの春」）
- ドミートリイ・ショスタコーヴィチ （「黄金時代」、「明るい小川」、「ボルト」）
- ベンジャミン・ブリテン (「プリマスの町」、「パゴダの王子」)
- 黛敏郎 （「ブガク」、「ザ・カブキ」）
- ロジオン・シチェドリン （「せむしの仔馬」、「アンナ・カレーニナ」）
- 藤掛廣幸 (「あゝ野麦峠」)

## 振付家
著名なバレエの振付家には以下の者がいる。詳細はCategory:バレエの振付家も参照のこと。
- ジャン・ドーベルヴァル（「ラ・フィユ・マル・ガルデ」）
- フィリッポ・タリオーニ（「ラ・シルフィード」）
- オーギュスト・ブルノンヴィル（「ラ・シルフィード」）
- ジャン・コラーリ（「ジゼル」「ラ・ペリ」）
- ジュール・ペロー（「ジゼル」「エスメラルダ」）
- ジョゼフ・マジリエ（「パキータ」）
- アルテュール・サン＝レオン（「コッペリア」）]
- マリウス・プティパ（「ラ・バヤデール」「ドン・キホーテ」「眠れる森の美女」「くるみ割り人形」「白鳥の湖」「海賊」「ライモンダ」）
- ルイ・メラント（英語版）（「シルヴィア」）
- レフ・イワノフ（「白鳥の湖」「くるみ割り人形」）
- ミハイル・フォーキン（「レ・シルフィード」「火の鳥」「薔薇の精」「ペトルーシュカ」）
- ヴァーツラフ・ニジンスキー（「牧神の午後」「遊戯」「春の祭典」「ティル・オイレンシュピーゲル」）
- レオニード・マシーン（「パラード」「奇妙な店」「三角帽子」「プルチネルラ」「鋼鉄の歩み」「ホフマン物語」）
- ブロニスラヴァ・ニジンスカ（「狐」「結婚」「牝鹿」「青列車」「オーバード」「妖精の接吻」）
- ジョージ・バランシン（「アブストラクト・バレエ」「ミューズを率いるアポロ」「放蕩息子」「カルタ遊び」「オルフェウス」「アゴン」「ジュエルズ」）
- フレデリック・アシュトン（「シンデレラ」「ラ・フィユ・マル・ガルデ」「ピーター・ラビットと仲間たち」、「マルグリットとアルマン」、ロイヤル・スタイル）
- ロスチスラフ・ザハロフ（「バフチサライの泉」「赤いけし」「青銅の騎士」）
- ハロルド・ランダー
- レオニード・ラヴロフスキー
- モーリス・ベジャール（「春の祭典」「ボレロ」「ニジンスキー 神の道化」「我々のファウスト」「ザ・カブキ」「M」「舞楽」「愛が私に語りかけるもの」）
- ケネス・マクミラン（「大地の歌」「マノン」「ロメオとジュリエット」「うたかたの恋」「パゴダの王子」「三人姉妹」「エリート・シンコペーション」）
- ローラン・プティ（「カルメン」「コッペリア」）
- ジョン・クランコ（「オネーギン」「じゃじゃ馬ならし」）
- ジョン・ノイマイヤー
- ピナ・バウシュ
- ウィリアム・フォーサイス
- マシュー・ハート
- デヴィッド・ビントレー
- マシュー・ボーン
- クルト・ヨース（「緑のテーブル」）
- ニネット・ド・ヴァロア
- ボリス・エイフマン

## バレエコンクール
国際的なバレエコンクールにはプロを対象にした競技会が多いが、才能のある青少年を発掘するコンクールもあり、日本では後者のほうが知られている。有名なバレエコンクールには以下のものがある。
- ローザンヌ国際バレエコンクール
- ヴァルナ国際バレエコンクール
- ジャクソン国際バレエコンクール - 4年に1度アメリカ合衆国ミシシッピ州ジャクソンで開催。
- パリ国際ダンスコンクール
- モスクワ国際バレエコンクール

日本国内では以下のものがある。
- 全国舞踊コンクール - 1939年に始まった国内最古の由緒あるコンクール。
- 全日本バレエコンクール - クラシックとコンテンポラリーを課し、総合的に審査。
- 埼玉全国舞踊コンクール - 50年近い伝統がある。
- こうべ全国洋舞コンクール - 西日本では最も歴史がある。1000人以上がしのぎを削る。
- OsakaPrix 全国クラシックバレエ・コンペティション - 産経新聞社主催。日本バレエ協会会長も審査にあたる。
- ジャパンダンスコンペティション - 2012年より。登竜門的位置付け。

## 日本のバレエ
1912年イタリア人指導者が帝国劇場歌劇部のバレエマスターに起用されたのが日本のバレエの始まり。ロシア革命で日本に亡命したエリアナ・パブロワが1927年鎌倉にスタジオを開いたのが日本のバレエ学校1号。
※ 日本のバレエの歴史については、新国立劇場情報センター「日本洋舞史年表」並びにチャコットサイト掲載「ダンズ・エッセイ」を参照のこと。

### 特徴
欧米の国では国立のバレエ学校を持つ国もあるが、日本には国立のバレエ学校はない。これに代わり、2016年時点で約4600の民間のバレエスタジオが約35.8万人のバレエダンサーの養成を行っている。日本でバレエを習っている全ての子どもがプロのダンサーになることを目指しているわけではないが、プロのダンサーを志す子どもも増えてきている。またバレエ・ダンサーの中には、古典としてのバレエからコンテンポラリー・ダンス・現代舞踊や舞踏の分野へと進出する人もいる。
日本のバレエダンサーの詳しい情報は、バレエダンサーを参照。

### 劇場
日本で付属のバレエ団がある劇場には新国立劇場（東京都渋谷区初台）がある。バレエ研修所も併設されている。新国立劇場以外に国内でバレエ公演が行われる主な劇場には以下のものがある。
- 東京文化会館（台東区上野公園）
- 東京芸術劇場（豊島区西池袋）
- Bunkamuraオーチャードホール（渋谷区松涛）
- 愛知県芸術劇場（名古屋市東区東桜）
- グランキューブ大阪 / 大阪府立国際会議場（大阪市北区中之島）
- フェスティバルホール（大阪市北区中之島）

### バレエ団
国内の著名なバレエ団には以下のものがある。
- 法村友井バレエ団 （大阪、1937年 - ）
- 貝谷バレエ団 （1938年 - ）
- 松山バレエ団 （1948年 - ）
- 谷桃子バレエ団 （1949年 - ）
- 越智インターナショナルバレエ （名古屋、1949年 - ）
- 牧阿佐美バレヱ団 （1956年 - ）
- 東京バレエ団 （1964年 - ）
- スターダンサーズ・バレエ団 （1965年 - ）
- 東京シティ・バレエ団 （1968年 - ）
- 貞松・浜田バレエ団 （神戸、1970年 - ）
- 小林紀子バレエ・シアター （1973年 - ）
- 山本禮子バレエ団 （1975年 - ）
- 井上バレエ団 （1987年 - ）
- 国際バレエアカデミア（1987年 - ）
- NBAバレエ団 （1993年 - ）
- 新国立劇場バレエ団 （1997年 - ）
- Kバレエカンパニー （1999年 - ）
- みなとシティバレエ団 （2019年 - ）

## バレエでの化粧

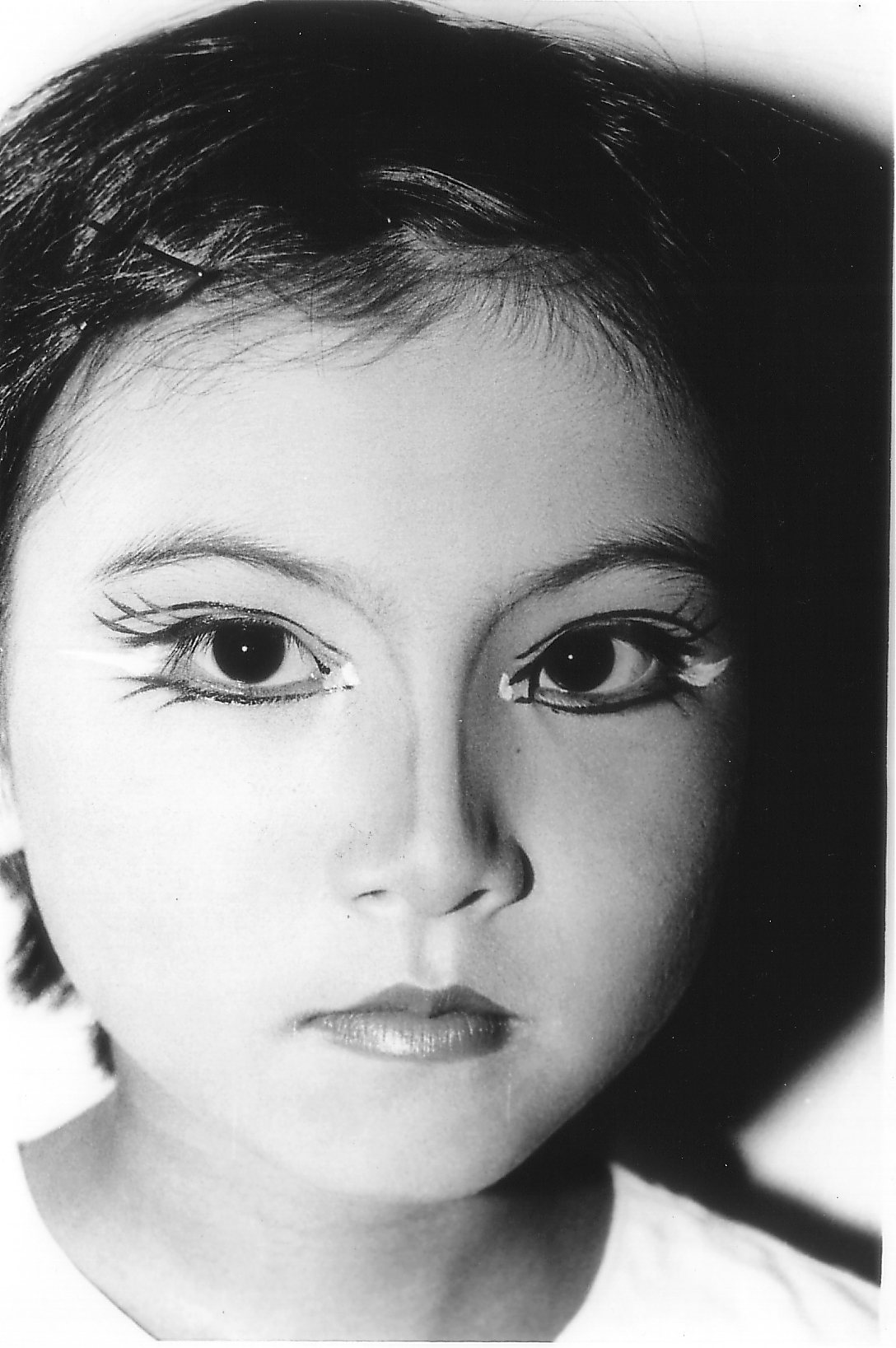
バレエの化粧

彫りの深さ、立体感を強調するのが特徴。役柄による多少の違いはあるが、おおむね、自然の肌色より若干明るめ（ロシア系は、かなり白め）のファンデーションを顔全体に塗る、茶色がかったほほ紅、ノーズシャドーを入れる、色の濃いアイシャドーをまぶた一杯に差す、上下のまぶたにアイライナーを、思いっきり太く入れる、付けまつげを付ける、柳眉を描く、鮮やかな口紅を、輪郭をはっきり描く、という場合が多い。但し、子供の場合は若干略式になる場合が多い。

## バレエを扱った作品

### 漫画
（五十音順）
- あす子の虹（原作：福本和也、漫画：谷悠紀子）[13]
- アダージオ （小野弥夢）
- アラベスク （山岸凉子）
- いつかその日が （南条美和）
- ヴィリ （山岸凉子）
- 翼－ウィング－（佐々木潤子）
- かなしき白鳥（きむら光久）[13]
- ガラスの靴（飛鳥幸子）[14]
- 感謝知らずの男 （萩尾望都）
- くじゃく姫（こだま次吉）[14]
- 絢爛たるグランドセーヌ （Cuvie）
- coda （壱村仁）
- 心の呼び声（木内千鶴子）[13]
- City Bird （佐々木潤子）
- 白い椿の散るように（赤松セツ子）[14]
- 昴 （曽田正人）
- SWAN （有吉京子）
  - SWAN-白鳥の祈り-
  - まいあ -Maia-　SWAN actⅡ
  - SWAN −白鳥− [モスクワ編]
  - SWAN −白鳥− [ドイツ編]
- ダンス・ダンス・ダンスール（ジョージ朝倉）
- 小さなプリマ（高瀬直子）[13]
- トウ・シューズ（水沢めぐみ）
- 天使なやつら（今井康絵）
- 東京の青い空（横山光輝）[13]
- トウ・シューズ （水沢めぐみ）
- Do Da Dancin'! （槇村さとる）
  - Do Da Dancin'!ヴェネチア国際編
- 鳥のように飛べるまで （やまじえびね）
- なでしこ・プリマ （久世みずき）
- 虹にねがいを（牧美也子）[13]
- 呪いのバレリーナー（あかつきただし）[13]
- 白鳥少女（原作：中尾明、漫画：細野みち子）[13]
- 白鳥の歌（西谷祥子）[14]
- 白鳥の湖（うちのすみを）[14]
- 白鳥の夢（彩田あきら）[14]
- 白鳥のワルツ（渡辺雅子）[14]
- はばたく少女（東浦美津夫）[15]
- 母なき白鳥（中島利行）[13]
- 母よぶこえ（楳図かずお）[14]
- 母はみている（巴里夫）[14]
- バラ色のパリ娘（南芳枝）[16]
- バレヱのお時間!!（原作：萱島のぞみ、漫画：倉田嘘）
- バレエ星（谷ゆき子）[17]
- ビューティフル （さいとうちほ）
- 一つの小さな物語（渡辺まさ子）[14]
- ふたりのエリカ（北島洋子）[18]
- ふたりのバレリーナ（佐川節子）[13]
- プチ・ラ（高橋真琴）[18]
- フラワー・フェスティバル （萩尾望都）[18]
- プリマでいこう!（さかたのり子）[19]　※テレビドラマ『ママはバレリーナ』の原作[20]。
- 舞姫 テレプシコーラ （山岸凉子）
- マキの口笛（牧美也子）[18]
- 「まりちゃん」シリーズ （上原きみこ）
- ユニコーンの恋人（星合操）
- りぼんのワルツ（牧美也子）[13]
- Lady Love （小野弥夢）
- ローマへの道 （萩尾望都）
- ロレッタ（北島洋子）[18][21]

### アニメ
- プリンセスチュチュ （伊藤郁子原案・総作画監督、佐藤順一総監督、2002年）
- フェリシーと夢のトウシューズ（エリック・スーメ、エリック・ヴァラン監督、2016年）
- ダンス・ダンス・ダンスール（境宗久監督、2022年）

### 映画
- 赤い靴 （マイケル・パウエル、エメリック・プレスバーガー監督、1948年）デジタルリマスター・エディション - 映画監督マーティン・スコセッシオリジナル・ネガ修復（2009年）
- ライムライト （チャールズ・チャップリン監督、1952年）
- 愛と喝采の日々 （ハーバート・ロス監督、1977年）
- サスペリア （ダリオ・アルジェント監督、1977年）
- 愛と哀しみのボレロ （クロード・ルルーシュ監督、1981年）
- ホワイトナイツ/白夜 （テイラー・ハックフォード監督、1985年）
- ダンサー （ハーバート・ロス監督、1987年）
- マコーレー・カルキン/くるみ割り人形 （エミール・アルドリーノ監督、1993年）
- F （金子修介監督、1998年） - 熊川哲也主演
- 王は踊る （ジェラール・コルビオ監督、2000年）
- センターステージ （ニコラス・ハイトナー監督、2000年）
- リトル・ダンサー （スティーブン・ダルドリー監督、2000年）
- セイブ・ザ・ラストダンス （トーマス・カーター監督、2001年）
- バレエ・カンパニー （ロバート・アルトマン監督、2003年）
- 昴-スバル- （リー・チーガイ監督、2009年）
- ブラック・スワン （ダーレン・アロノフスキー監督、2010年）
- ダンシング・チャップリン （周防正行監督、2011年）

### テレビドラマ
- 赤い靴 （TBS、1972年）
- ママはバレリーナ （TBS、2005年）　※原作は漫画『プリマでいこう!』[22]
- プリマダム （日本テレビ、2006年）
- バレエ・シューズ （BBC、2007年）

### 小説
- バレエ・シューズ （ノエル・ストレトフィールド，1936年)
- カンパニー（伊吹有喜、2017年）
- spring (恩田陸、2024年)

### イラスト
- 高畠華宵 (バレエ叙情画)[11]
- 高橋真琴[11]